# Resurs Holding
Resurs Holding (Resurskoncernen) verkar genom dotterbolaget Resurs Bank inom retail finance (detaljhandelsfinansiering) och erbjuder betallösningar och konsumentlån. Resurs Holding har sedan starten 1977 etablerat samarbeten med fler än 1200 butikskedjor och 35 000 butiker. Därigenom har Resurs Holding byggt en kundbas på cirka 5 miljoner privatkunder i Norden.
Resurs Bank har sedan 2001 en bankoktroj och står under tillsyn av Finansinspektionen. Den 29 april 2016 börsintroducerades Resurskoncernen som Resurs Holding, på Nasdaq Stockholm. Resurskoncernen har verksamhet i Sverige, Danmark, Norge och Finland. Vid utgången av 2015 uppgick antalet anställda till cirka 700 personer och låneportföljen till 18 miljarder kronor. Det tidigare dotterbolaget Solid Försäkringar avknoppades 2021 och lämnade koncernen.